# Castell de Klaipėda
Castell de Klaipėda (en lituà: Vilniaus pilių kompleksas) també conegut com a Memelburg o el Castell de Memel, és un jaciment arqueològic i un museu situat en un castell construït pels cavallers teutònics a Klaipėda, (Comtat de Klaipėda) Lituània, a prop de la mar Bàltica.
Els teutons ho van nomenar Memelburg o Memel, i Klaipėda va ser conegut en general com a Memel fins a 1923, quan les forces militars lituanes van prendre la ciutat. El castell va ser esmentat per primera vegada en fonts escrites el 1252, i va ser sotmès a nombroses destruccions i reconstruccions als segles que van seguir. Durant el segle xix, després d'haver perdut la seva importància estratègica, el castell va ser demolit. Treballs arqueològics es van realitzar al lloc durant el segle xx, i el 2002 un museu va ser establert sota un dels seus bastions.